# Дуки-ди-Кашиас
Дуки-ди-Кашиас (порт. Duque de Caxias) — город и муниципалитет на юго-востоке Бразилии, входит в штат Рио-де-Жанейро. Составная часть мезорегиона Агломерация Рио-де-Жанейро. Входит в экономико-статистический микрорегион Рио-де-Жанейро. Население составляет 808 161 человек на 2022 год. Занимает площадь 464,573 км². Плотность населения — 1860,61 чел./км².

## История
Основан в XVI в. португальскими конкистадорами.

## Статистика
- Валовой внутренний продукт на 2005 год составляет 18 309 545 миллионов реалов (данные: Бразильский институт географии и статистики).
- Валовой внутренний продукт на душу населения на 2005 год составляет 21 727,60 реалов (данные: Бразильский институт географии и статистики).
- Индекс развития человеческого потенциала на 2007 год составляет 0,803 (данные: Программа развития ООН).

## География
Расположен на низменности Байшада-Флуминенси.
Климат местности: тропический. В соответствии с классификацией Кёппена, климат относится к категории Aw.
- News of the City

## Спорт
- Дуки-ди-Кашиас (футбольный клуб)